# Толока (вебсайт)
toloka.to чи Toloka також Торрент-толока Гуртом або просто Гуртом — український неприбутковий BitTorrent-трекер, що спеціалізувався на поширенні безкоштовно україномовного контенту без реклами заради його популяризації серед українців. Запустив українець під псевдо Konfucius 7 січня 2007 року з гаслами «Гуртом — українське гніздечко!» та «Гуртом — першоджерело українського в інтернеті!».
Правовий статус з погляду законодавства є невизначеним: де-юре ресурс не порушує українських законів з авторського права, оскільки є волонтерським та неприбутковим: на ньому немає та ніколи не було реклами, україномовний контент надається на ньому безкоштовно й виключно для ознайомлення, а будь-який контент, на який керівництво сайту отримує DMCA-скаргу, відразу ж вилучається. Крім того, слід зазначити, що україномовне дублювання/озвучення для фільмів/серіалів зі спільноти, окрім власне на самому ресурсі, широко використовує й досі як на легальних українських VOD-сервісах (на кшталт megogo, sweet.tv тощо) так і українськими телеканалами (як от UA:Перший, 24 Канал тощо).[⇨]

## Передумови появи
Як зазначав у червні 2009 року піонер впровадження україномовного дубляжу в український кінопрокат Богдан Батрух, «90 % легальних DVD та дисків Blu-ray, що продаються в Україні, не мають опції перегляду стрічки з українським озвученням або ж [україномовними] субтитрами й мають на диску виключно російське озвучення». Згодом у 2011 році в інтерв'ю журналу «Країна», Батрух прояснив, чому в Україні відсутня легальна можливість подивитися фільми / серіали з україномовним дублюванням / озвучення: виявляється, «права на розповсюдження DVD в Україні досі залишаються у російських фірм [незацікавлених в поширенні україномовного контенту], і тому важко знайти в крамницях диски з фільмами українською».
Саме у таких умовах майже повної відсутності легально отримати україномовний контент опинилися всі україномовні споживачі України наприкінці 2000-х й, аби хоч якось цьому зарадити, засновник спільноти Гуртом Konfucius вирішив заснувати свій сайт, аби надати можливість українцям хоч якось отримувати доступ до україномовного контенту. Відповідно, для переважної кількості домогосподарств України, вебсайт toloka.to став єдиною можливістю перегляду фільмів та телесеріалів українською мовою; як зазначила одна глядачка на «Громадське. Черкаси» у 2018 році: «У сім'ї ми користуємося торент-трекером „Гуртом“. Я підтримую коштами цей торент, щоб вони могли придбати права на переклад фільмів та серіалів українською».

## Історія
Вебсайт торент-толоки toloka.to (у 2007 починав як toloka.hurtom.com) запустив українець відомий лише під псевдо Konfucius у жовтні 2007 року на рушії TorrentPier; до цього з більше місяця працював набагато простіший торент-трекер без реєстрації та без поділу на розділи, кодом близький до першої версії TorrentTrader. Як згодом Konfucious заявив українським журналістам «він зумів організувати групу однодумців, яка хотіла зробити українське доступним». Гаслами сайту від його заснування були «Гуртом — українське гніздечко!» та «Гуртом — першоджерело українського в інтернеті!», й від самого початку свого заснування сайт не мав жодної комерційної складової й на ньому повністю відсутня реклама. Від самого початку Гуртом будувався як приватна громадська ініціатива, поза політичними партіями та державними організаціями, створена для популяризації україномовного контенту.
У жовтні 2010 року на сайті було зареєстровано вже 100 тис. користувачів, а вже у травні 2019 року кількість зареєстрованих користувачів збільшилася до 1 млн осіб.
У липні 2013 року про спільноту toloka.to написали ціла низка українських ЗМІ, після того як волонтери спільноти допомогли з поширенням щойновіднайденого оригінального україномовного озвучення фільму «За двома зайцями» (1961), яке вважалося втраченим понад 50 років..
У 2014 році спільнота Гуртом взялася за свій найамбітніший проєкт — повнометражний художній фільм про Бій під Крутами під назвою Крути. Честь і кров; на жаль проєкт було скасовано через початок Революції гідності та Російсько-української війни.
У квітні 2021 року сайт змінився з відкритого на закритий торент-трекер, доступний лише зареєстрованим користувачам. Загальнодоступними залишилися деякі розділи форумів «Переклад програм українською», «Переклад ігор українською», «Інструкції». Після запровадження обов'язкової реєстрації, окрім «Толока» (toloka.to), фактично перестав діяти портал «Гуртом» (hurtom.com).
У січні 2022 року сайт припинив працювати на більш ніж 4 доби (з 17:40 14 січня до ранку 19 січня) через несподівані технічні проблеми, чим викликав певний резонанс, оскільки вже на цей момент був фактично найбільшим агрегатором сучасного україномовного контенту.

## Напрямок діяльності та спеціальні проєкти

### Напрямок діяльності
Основним напрямком діяльності сайту toloka.to є створення та поширення україномовного контенту: фільмів/серіалів україномовних-в-оригіналі чи з україномовним дублюванням/озвученням; окрім створення та поширення україномовних фільмів/серіалів сайт також займається створенням та поширенням книг україномовних-в-оригіналі чи в україномовному перекладі, створенням та поширенням комп'ютерних програм україномовних-в-оригіналі чи з україномовною локалізацією, створенням та поширенням відеоігор україномовних-в-оригіналі чи з україномовною локалізацією тощо.

### Спеціальні проєкти
Одним з найвідоміших спецпроєктів спільноти Гуртом став проєкт під назвою «Озвучення фільмів/серіалів українською» що розпочався у травні 2009 року і у рамках якого почалося створення озвучення іншомовної відеопродукції — фільмів та телесеріалів — українською мовою спочатку власними силами за допомогою Студії Гуртом (пізніше студія змінила свою назву на вГолос), а згодом і за допомогою спільнокошту. Першою роботою у рамках цього проєкту було україномовне озвучення серіалу Збреши мені (англ. Lie to me). У січні 2012 року сайт перейшов від озвучення власними силами без залучення спільнокошту до озвучення зі збором коштів спільнокоштом й за допомогою зібраних спільнокоштом грошей сайт став замовляти озвучення або у власної Студії Гуртом або ж у незалежних волонтерських студій озвучення Омікрон, Цікава Ідея, НеЗупиняйПродакшн тощо; одними з найвідоміших україномовних озвучень цього проєкту стали україномовні озвучення серіалу Картковий будинок (англ. House of Cards) та анімаційного фільму Льодовиковий період (англ. Ice Age). Для створення україномовного озвучення фільмів/серіалів для Гуртом на волонтерських засадах працювала різні українські актори дубляжу/озвучення, зокрема одним з найвідоміших з них був «батько україномовного голосу Альфа» Євген Малуха, який згодом з гордістю про це розповідав у 2016 році журналістам з видання «IDEALIST.media».
На додачу до створення україномовного кіно-контенту, серед інших важливих спецпроєктів спільноти Гуртом є також створення україномовної локалізації відеоігор, оцифрування україномовних книг тощо..
Наприкінці 2012 року спільнота Гуртом також спробувала запустити кілька додаткових спецпроєктів-сайтів з поширення україномовного контенту, однак згодом більшість з них закрилися. Зокрема це були вебсайт soloway.co створений з метою популяризації україномовної музики, playua.in.ua створений з метою популяризації україномовних новин про відеоігри, вебсайт veselyk.com створений з метою популяризації україномовного спілкування та сприяння активному відпочинку та подорожам по туристичним місцям України та вебсайт nePROte.com (перша назва aTech про техніку Гуртом) створений з метою поширювати україномовні ІТ новини.

## Відвідуваність
У минулому сайт був доволі відвідуваний та популярний в Україні, у період своєї найвищої популярності, був серед 50 найвідвідуваніших вебсайтів України, за даними Alexa посідаючи 49 місце у січні 2014 року. Однак відвідуваність сайту різко впала після початку Російсько-української війни у 2014 році та її підвидах Російсько-українській інформаційні війні та Російсько-українській культурній війні, у ході яких Росія почала масово поширювати російськомовний розважальний контент усіма доступними шляхами, аби якомога швидше русифікувати українців; відповідно після 2014 року до 50 найвідвідуваніших вебсайтів України за даними Alexa почали потрапляти лише російські онлайн-кінотеатри та трекери на кшталт rezka.ag (13/12 найвідвідуваніший вебсайт України станом на квітень 2021 року за даними Alexa/SimilarWeb), ivi.ru (28/51 найвідвідуваніший вебсайт України станом на квітень 2021 року за даними Alexa/SimilarWeb), kinokrad.co (37/42 найвідвідуваніший вебсайт України станом на квітень 2021 року за даними Alexa/SimilarWeb), seasonvar.ru (43/30 найвідвідуваніший вебсайт України станом на квітень 2021 року за даними Alexa/SimilarWeb) тощо, які спеціалізувалися на поширенні серед українців саме російськомовного контенту. Відповідно, станом на квітень 2021 року популярність сайту toloka.to значно просіла: вебсайт був 625-м найвідвідуванішим вебсайтом України (згідно з даними SimilarWeb) чи 838-м найвідвідуванішим вебсайтом України (згідно з даними Alexa).[⇨]

## Правовий статус
Правовий статус сайту toloka.to з точки зору українських законів є невизначеним: de-jure сайт не порушує українських законів з авторського права, оскільки сайт є волонтерським та неприбутковим, на ньому немає та ніколи не було реклами, україномовний контент надається на ньому безкоштовно й виключно для ознайомлення, а будь-який контент на який керівництво сайту отримує DMCA скаргу відразу ж вилучається. Крім того слід зазначити що україномовне дублювання/озвучення для фільмів/серіалів зі спільноти Гуртом, окрім власне на сайті toloka.to, широко використовуються також і на формально «легальних» українських vod-сервісах на кшталт megogo, sweet.tv тощо та на формально «легальних» українських телеканалах на кшталт UA:Перший, 24 Канал тощо.